# チャールズ・コケイン (第5代カレン子爵)
第5代カレン子爵チャールズ・コケイン（英語: Charles Cokayne, 5th Viscount Cullen、1710年9月2日 – 1802年7月13日）は、アイルランド貴族。

## 生涯
第4代カレン子爵チャールズ・コケインとアン・ウォレン（Anne Warren、1684年11月2日洗礼 – 1714年1月17日埋葬、アーサー・ウォレンの娘）の息子として、1710年9月2日に生まれた。1714年にグラインドロウの領地を継承、1716年4月6日に父が死去するとカレン子爵位を継承した。また、イートン・カレッジで教育を受けた。
1732年4月18日、アン・ウォレン（Anne Warren、1703年5月26日洗礼 – 1754年7月1日埋葬、ボーレイス・ウォレンの娘）と結婚、3男6女をもうけた。
- チャールズ（1736年7月31日 – 1765年）
- アンナ・マリア（1739年4月16日 – 1825年4月3日） - 1768年7月28日、ナサニエル・メイプルトフト（Nathaniel Mapletoft）と結婚、子供あり
- ボーレイス（1740年 – 1810年） - 第6代カレン子爵
- ジョン（1745年6月25日 – 1768年）
- ほか5女

1754年12月16日、ソフィア・バクスター（Sophia Baxter、1737年12月26日 – 1802年7月13日、ジョン・バクスターの娘）と再婚、1男をもうけた。
- ウィリアム（1756年4月16日 – 1809年10月8日） - 1777年10月11日、バーバラ・ヒル（Barbara Hill、ジョージ・ヒルの娘）と結婚、子供あり。娘メアリー・アン（1873年没）はジョージ・エドワード・コケインの母にあたる[3]

1802年6月7日にラッシュトン・ホールで死去、13日にラッシュトンの諸聖人教会で埋葬された。息子ボーレイスが爵位を継承した。